# Löw-Beerovy vily ve Svitávce

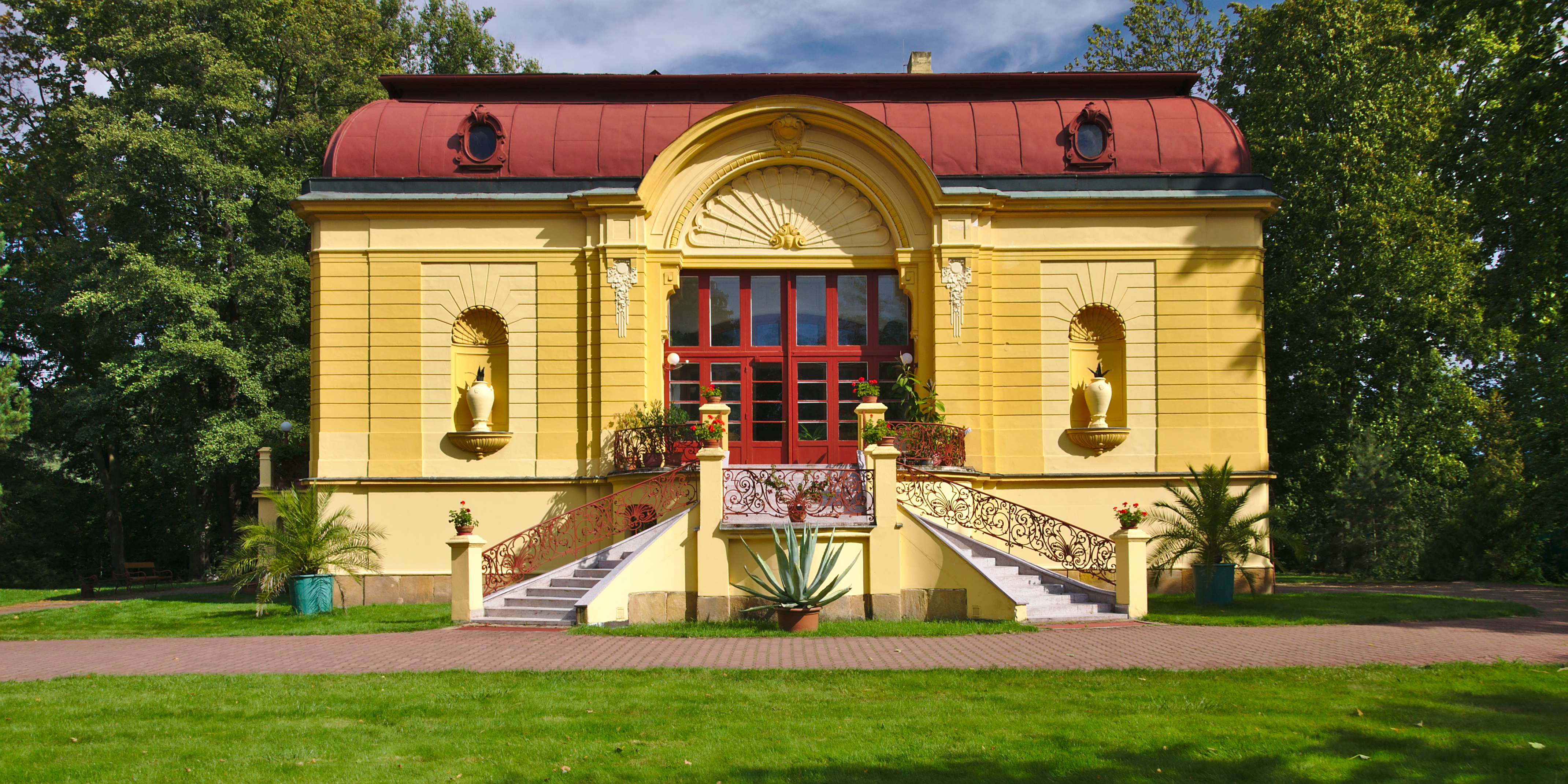
Malá vila

Löw-Beerovy vily se nacházejí ve Svitávce na Blanensku. Obě si je nechala vystavět rodina Löw-Beerových, která přišla do Svitávky na přelomu 17. a 18. století z Boskovic.

## Velká Löw-Beerova vila
V roce 1900 započala ve Svitávce firma Moses Löw-Beer budovat tzv. Velkou vilu. Autorem projektu je neznámý architekt. Stavba byla dokončena o dva roky později. Vila je postavena v secesním stylu obohaceným o barokní a klasicistní prvky. Velká vila je zapsána v Ústředním seznamu nemovitých kulturních památek s rejstříkovým číslem 11389/7-8698. V současné době ve vile sídlí Úřad městyse Svitávka, Základní umělecká škola a knihovna.

## Malá Löw-Beerova vila
Nedaleko Velké vily byla roku 1906 vystavěna tzv. Malá vila. Projekt vily byl vypracován brněnským architektem Josefem Nebehostenym. Malá vila je v soukromém vlastnictví a slouží jako rodinný dům s privátní lékařskou praxí. Malá vila je zapsána v Ústředním seznamu nemovitých kulturních památek s rejstříkovým číslem 11416/7-8697.

## Okolí vil
Na pozemku kolem vil se nacházely také skleník, včelín, kuželna, garáže a později také tenisový kurt a koupaliště.

## Fotogalerie

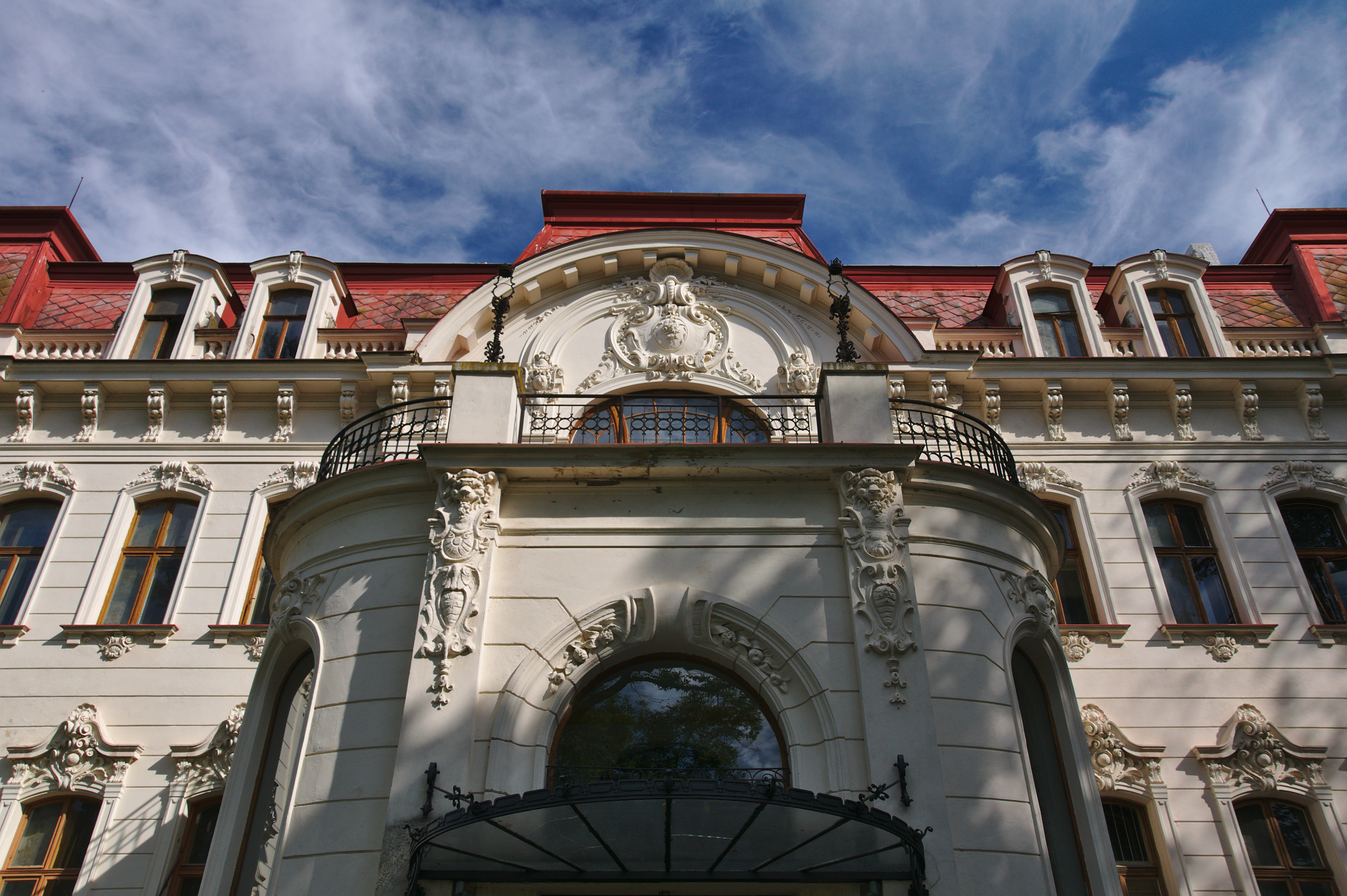
Velká vila - průčelí
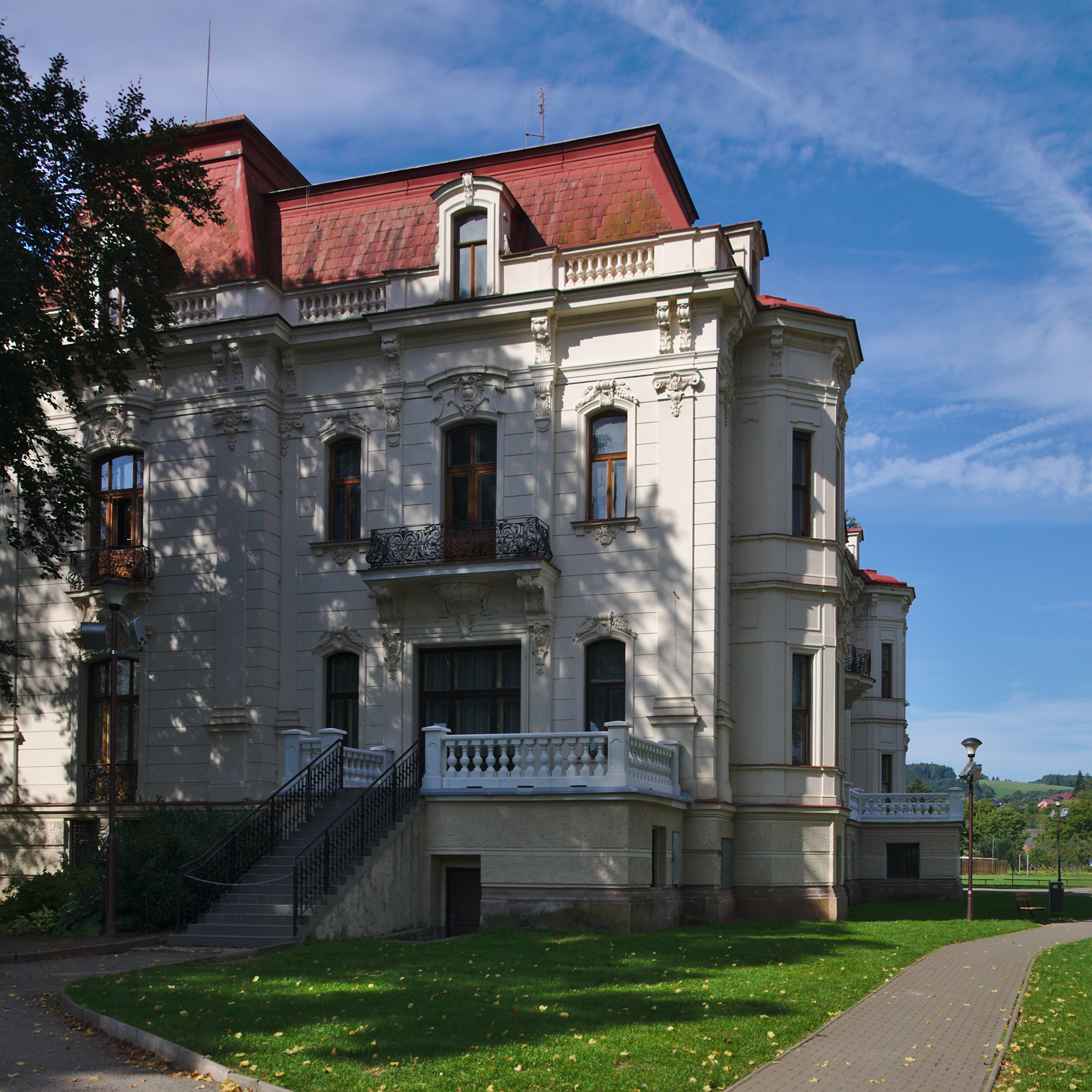
Velká vila - boční strana
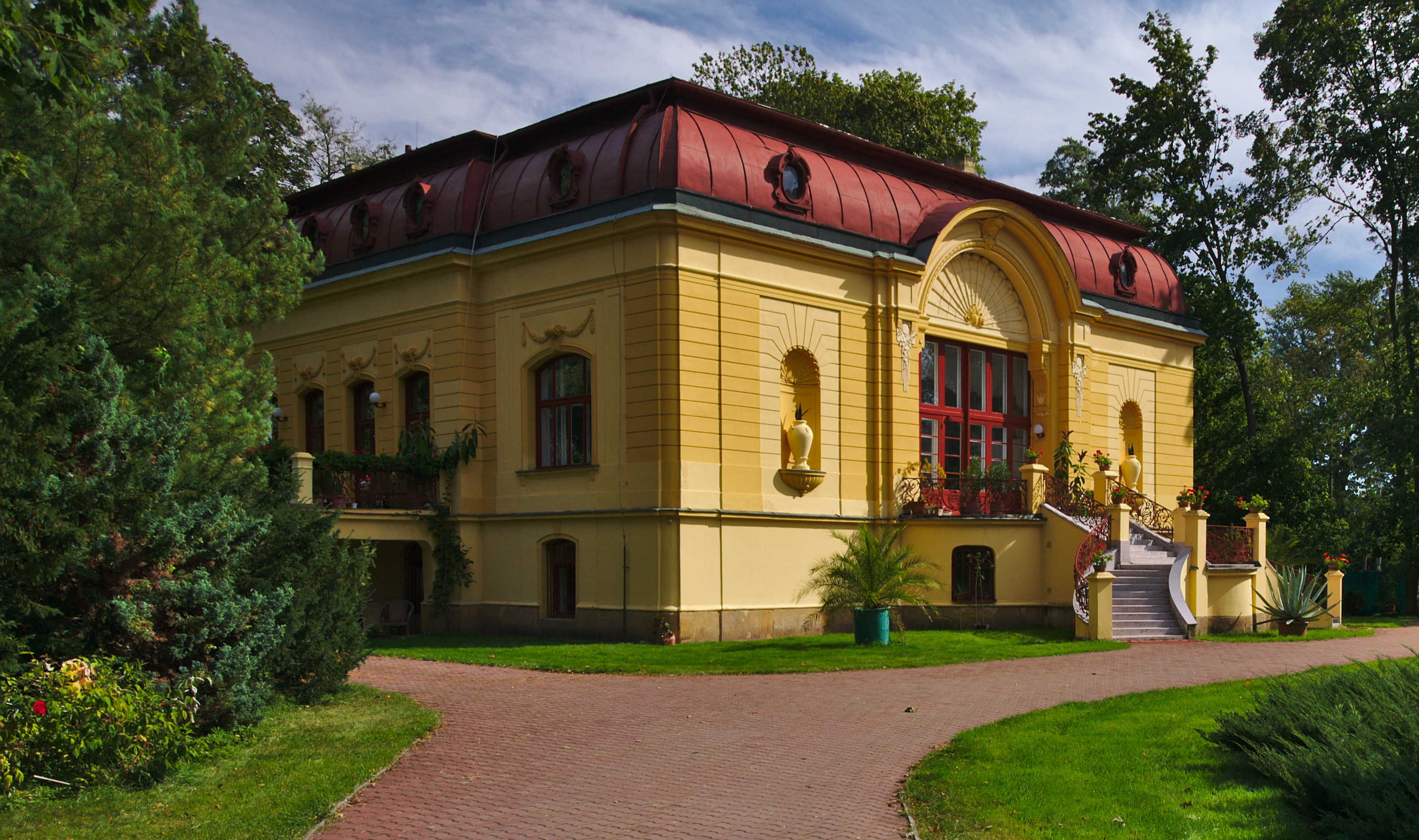
Malá vila z boku
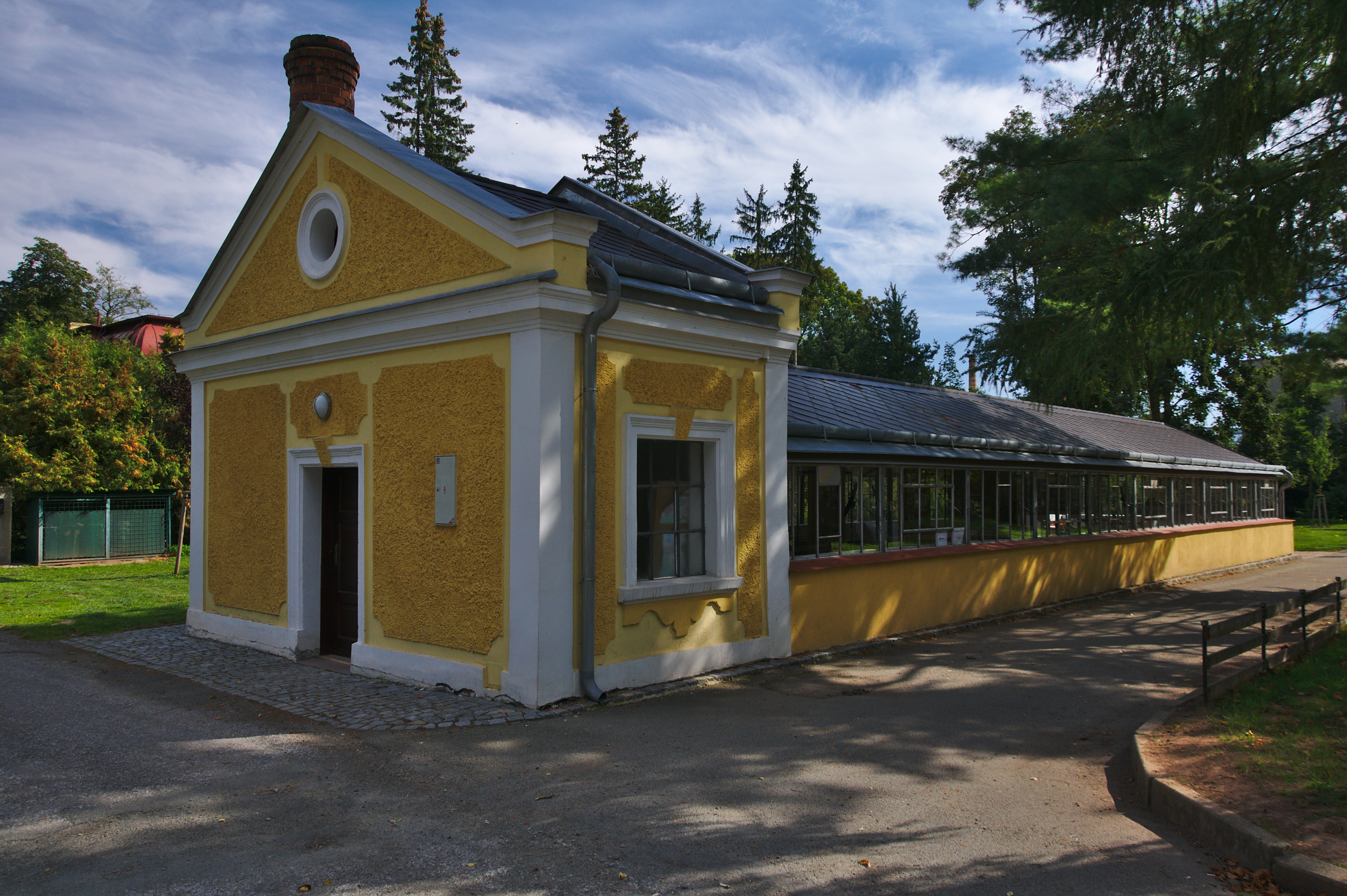
Skleník
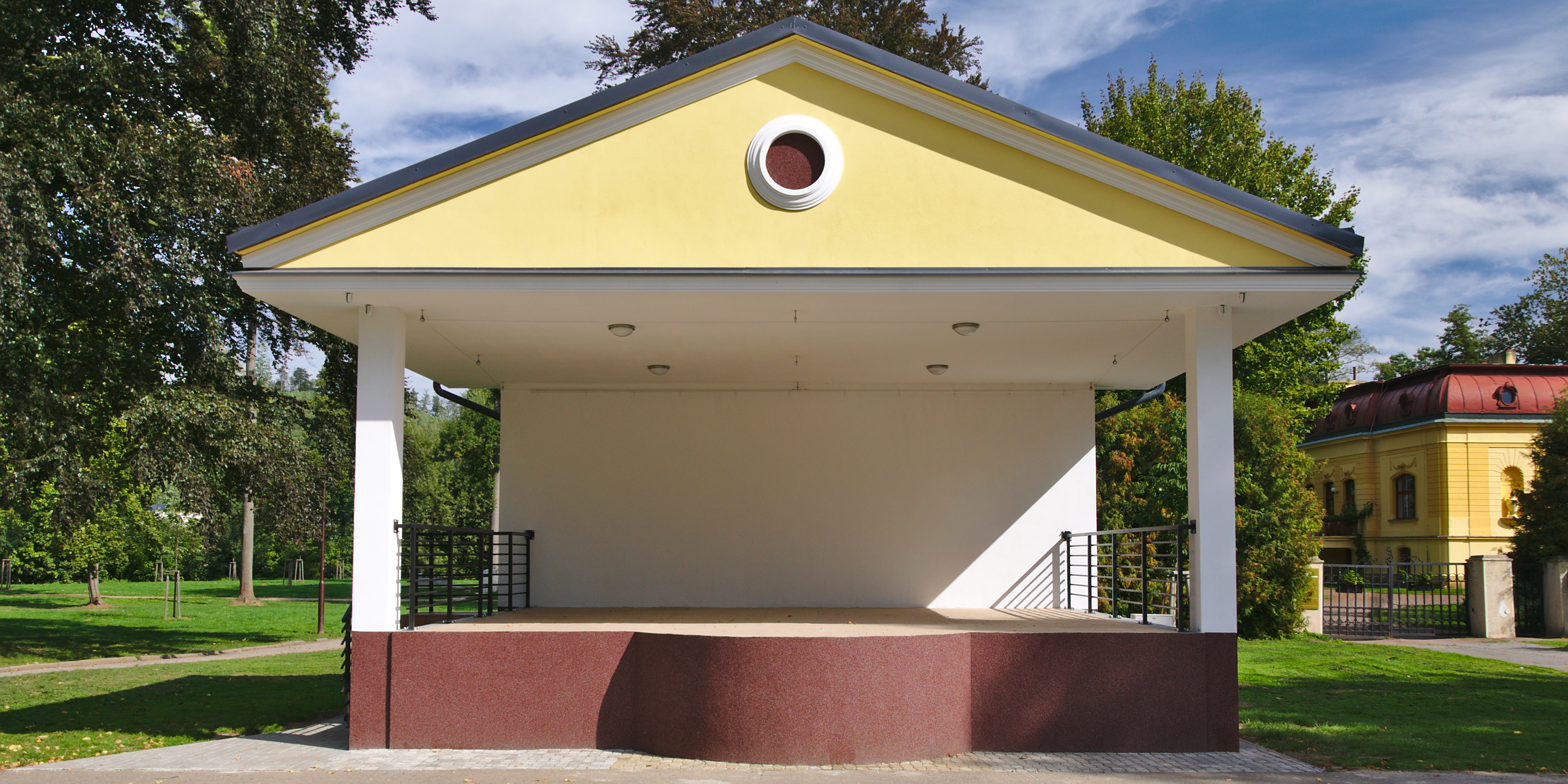
Jeviště